# Copa de Alemania 2002-03
La Copa de Alemania 2002-03 fue la 60ª edición del torneo de copa de fútbol más importante de Alemania organizado por la Asociación Alemana de Fútbol que se jugó del 28 de agosto de 2002 al 31 de mayo de 2003 y que contó con la participación de 64 equipos.
El Bayern de Múnich venció en la final al 1. FC Kaiserslautern en el Olympiastadion para ganar su 11.º título de copa.

## Resultados

### Primera Ronda
| 28-8-2002                   |     |                          |                |
| Tennis Borussia Berlin      | 1-2 | FC St. Pauli             |                |
| 30-8-2002                   |     |                          |                |
| VfB Lübeck                  | 2-3 | MSV Duisburg             | (t.e.)         |
| Eintracht Braunschweig      | 1-2 | SSV Reutlingen           |                |
| 1. FC Saarbrücken           | 1-1 | SV Waldhof Mannheim      | (t.e.) (3-4 p) |
| SpVgg Unterhaching          | 1-1 | 1. FSV Mainz 05          | (t.e.) (4-2 p) |
| FC Schweinfurt 05           | 1-2 | 1. FC Union Berlin       | (t.e.)         |
| TSG Hoffenheim              | 4-1 | SpVgg Greuther Fürth     |                |
| 31-8-2002                   |     |                          |                |
| Eintracht Trier             | 0-2 | 1. FC Nürnberg           |                |
| Wacker Burghausen           | 0-2 | FC Energie Cottbus       |                |
| SC Paderborn 07             | 1-4 | VfB Stuttgart            |                |
| Erzgebirge Aue              | 1-3 | VfL Bochum               |                |
| SV Werder Bremen II         | 0-3 | FC Bayern München        |                |
| Eisenhüttenstädter FC Stahl | 0-1 | SV Werder Bremen         |                |
| SV Concordia Ihrhove 1945   | 0-3 | Borussia Dortmund        |                |
| FC Schönberg 95             | 0-6 | Hamburger SV             |                |
| VfR Aalen                   | 2-3 | Hannover 96              | (t.e.)         |
| Kickers Offenbach           | 3-1 | Karlsruher SC            | (t.e.)         |
| Jahn Regensburg             | 1-2 | LR Ahlen                 |                |
| VfL Wolfsburg II            | 1-3 | 1. FC Köln               |                |
| Bahlinger SC                | 1-0 | Alemannia Aachen         |                |
| Hallescher FC               | 1-3 | SC Freiburg              |                |
| FC Bayern München II        | 1-2 | FC Schalke 04            |                |
| 1-9-2002                    |     |                          |                |
| Holstein Kiel               | 1-1 | Hertha BSC               | (t.e.) (3-0 p) |
| FC Rot-Weiß Erfurt          | 2-3 | Eintracht Frankfurt      | (t.e.)         |
| Sportfreunde Siegen         | 0-1 | Rot-Weiß Oberhausen      | (t.e.)         |
| 1. FC Saarbrücken II        | 0-5 | Arminia Bielefeld        |                |
| Alemannia Aachen II         | 0-7 | TSV 1860 München         |                |
| FSV Salmrohr                | 0-2 | VfL Wolfsburg            |                |
| USC Paloma Hamburg          | 0-5 | 1. FC Kaiserslautern     |                |
| 1. FSV Mainz 05 II          | 0-2 | Hansa Rostock            |                |
| SV Babelsberg 03            | 0-1 | Borussia Mönchengladbach |                |
| Rot-Weiss Essen             | 0-1 | Bayer Leverkusen         |                |

### Segunda Ronda
| 5-11-2002           |     |                          |                |
| TSV 1860 München    | 2-2 | VfL Wolfsburg            | (t.e.) (8-7 p) |
| Hansa Rostock       | 1-0 | Eintracht Frankfurt      |                |
| Hamburger SV        | 2-0 | MSV Duisburg             |                |
| SC Freiburg         | 3-0 | Borussia Dortmund        |                |
| Rot-Weiß Oberhausen | 1-0 | Arminia Bielefeld        |                |
| TSG Hoffenheim      | 1-5 | 1. FC Köln               |                |
| SpVgg Unterhaching  | 1-0 | 1. FC Union Berlin       |                |
| 6-11-2002           |     |                          |                |
| Bahlinger SC        | 1-2 | SV Waldhof Mannheim      |                |
| FC Bayern München   | 2-1 | Hannover 96              |                |
| Holstein Kiel       | 1-2 | VfL Bochum               |                |
| FC Energie Cottbus  | 0-1 | 1. FC Kaiserslautern     |                |
| Bayer Leverkusen    | 3-0 | VfB Stuttgart            |                |
| FC St. Pauli        | 0-3 | SV Werder Bremen         |                |
| Kickers Offenbach   | 2-3 | 1. FC Nürnberg           | (t.e.)         |
| LR Ahlen            | 3-1 | SSV Reutlingen           |                |
| FC Schalke 04       | 5-0 | Borussia Mönchengladbach |                |

### Tercera Ronda
| 3 de diciembre de 2002 | Hamburger SV | 0–1     | VfL Bochum | Volksparkstadion, Hamburg                                |                                                          |
|                        |              | Reporte | Freier 35' | Asistencia: 35 100 espectadores Árbitro(s): Peter Sippel | Asistencia: 35 100 espectadores Árbitro(s): Peter Sippel |

| 3 de diciembre de 2002 | 1860 München                  | 2–1     | Rot-Weiss Oberhausen | Olympiastadion, Múnich                                 |                                                        |
|                        | Šuker 63' · Häßler 85' (pen.) | Reporte | Radulović 25'        | Asistencia: 3500 espectadores Árbitro(s): Torsten Koop | Asistencia: 3500 espectadores Árbitro(s): Torsten Koop |

| 3 de diciembre de 2002 | Bayer Leverkusen                  | 2–1     | SV Waldhof Mannheim | BayArena, Leverkusen                                    |                                                         |
|                        | França 63' · Schneider 75' (pen.) | Reporte | Plassnegger 50'     | Asistencia: 22 000 espectadores Árbitro(s): Günter Perl | Asistencia: 22 000 espectadores Árbitro(s): Günter Perl |

| 3 de diciembre de 2002 | SpVgg Unterhaching             | 3–2     | Hansa Rostock     | Generali Sportpark, Múnich                                |                                                           |
|                        | Strehmel 54' · Vaccaro 57' 70' | Reporte | Arvidsson 15' 63' | Asistencia: 3500 espectadores Árbitro(s): Peter Gagelmann | Asistencia: 3500 espectadores Árbitro(s): Peter Gagelmann |

| 4 de diciembre de 2002 | 1. FC Kaiserslautern    | 2–0     | SC Freiburg | Fritz-Walter-Stadion, Kaiserslautern                          |                                                               |
|                        | Ramzy 64' · Lincoln 67' | Reporte |             | Asistencia: 16 900 espectadores Árbitro(s): Thorsten Kinhöfer | Asistencia: 16 900 espectadores Árbitro(s): Thorsten Kinhöfer |

| 4 de diciembre de 2002 | 1. FC Nürnberg | 0–2     | 1. FC Köln     | Frankenstadion, Núremberg                                |                                                          |
|                        |                | Reporte | Scherz 48' 77' | Asistencia: 16 300 espectadores Árbitro(s): Uwe Kemmling | Asistencia: 16 300 espectadores Árbitro(s): Uwe Kemmling |

| 4 de diciembre de 2002 | LR Ahlen   | 1–2     | Werder Bremen                | Wersestadion, Ahlen                                        |                                                            |
|                        | Arnold 48' | Reporte | Charisteas 16' · Klasnić 89' | Asistencia: 9700 espectadores Árbitro(s): Hermann Albrecht | Asistencia: 9700 espectadores Árbitro(s): Hermann Albrecht |

| 4 de diciembre de 2002 | Bayern de Múnich                                        | 0–0 (t. s.)(5–4 p.)        | Schalke 04                                | Olympiastadion, Múnich                                    |                                                           |
|                        |                                                         | Reporte                    |                                           | Asistencia: 20 000 espectadores Árbitro(s): Florian Meyer | Asistencia: 20 000 espectadores Árbitro(s): Florian Meyer |
|                        |                                                         | Tiros desde el punto penal |                                           |                                                           |                                                           |
|                        | Ballack · Jeremies · Hargreaves · N. Kovač · Santa Cruz |                            | Sand · Möller · Vermant · Hajto · Wilmots |                                                           |                                                           |

### Cuartos de final
| 4 de febrero de 2003 | Bayern de Múnich | 8–0     | 1. FC Köln | Olympiastadion, Múnich                                     |                                                            |
|                      |                  | Reporte |            | Asistencia: 13 000 espectadores Árbitro(s): Herbert Fandel | Asistencia: 13 000 espectadores Árbitro(s): Herbert Fandel |

| 5 de febrero de 2003 | VfL Bochum                                                 | 3–3 (t. s.)(3–4 p.)        | 1. FC Kaiserslautern                         | Ruhrstadion, Bochum                                          |                                                              |
|                      | Fahrenhorst 8' · Reis 33' · Christiansen 105'              | Reporte                    | Lokvenc 22' 27' 102'                         | Asistencia: 22 200 espectadores Árbitro(s): Franz-Xaver Wack | Asistencia: 22 200 espectadores Árbitro(s): Franz-Xaver Wack |
|                      |                                                            | Tiros desde el punto penal |                                              |                                                              |                                                              |
|                      | Schindzielorz · Reis · Colding · Guðjónsson · Christiansen |                            | Koch · Klose · Lokvenc · Grammozis · Bjelica |                                                              |                                                              |

| 5 de febrero de 2003 | SpVgg Unterhaching                                | 2 – 2 (t. s.)(4–5 p.)      | Bayer Leverkusen                                  | Generali Sportpark, Múnich                              |                                                         |
|                      | Vaccaro 46' · Šukalo 63'                          | Reporte                    | França 18' · Ramelow 49'                          | Asistencia: 6500 espectadores Árbitro(s): Florian Meyer | Asistencia: 6500 espectadores Árbitro(s): Florian Meyer |
|                      |                                                   | Tiros desde el punto penal |                                                   |                                                         |                                                         |
|                      | Grassow · Copado · Vaccaro · Strehmel · Omodiagbe |                            | Schneider · Neuville · Berbatov · Bierofka · Butt |                                                         |                                                         |

| 5 de febrero de 2003 | 1860 München | 1 – 4 (t. s.) | Werder Bremen                          | Olympiastadion, Múnich                                 |                                                        |
|                      | Lauth 80'    | Reporte       | Klasnić 85' 105' · Charisteas 94' 120' | Asistencia: 5000 espectadores Árbitro(s): Hellmut Krug | Asistencia: 5000 espectadores Árbitro(s): Hellmut Krug |

### Semifinales
| 4 de marzo de 2003 | 1. FC Kaiserslautern              | 3–0     | Werder Bremen | Fritz-Walter-Stadion, Kaiserslautern                    |                                                         |
|                    | Lincoln 8' · Klose 52' · Timm 80' | Reporte |               | Asistencia: 28 000 espectadores Árbitro(s): Lutz Wagner | Asistencia: 28 000 espectadores Árbitro(s): Lutz Wagner |

| 5 de marzo de 2003 | Bayern de Múnich            | 3–1     | Bayer Leverkusen | Olympiastadion, Múnich                                      |                                                             |
|                    | Ballack 30' · Elber 57' 58' | Reporte | Ramelow 52'      | Asistencia: 15 000 espectadores Árbitro(s): Edgar Steinborn | Asistencia: 15 000 espectadores Árbitro(s): Edgar Steinborn |

### Final
| 31 de mayo de 2003 | Bayern de Múnich                      | 3–1     | 1. FC Kaiserslautern | Olympiastadion, Berlín                                            |                                                                   |
|                    | - Ballack 3' 10' (pen.) - Pizarro 50' | Reporte | Klose 80'            | Asistencia: 70 490 espectadores Árbitro(s): Lutz Michael Fröhlich | Asistencia: 70 490 espectadores Árbitro(s): Lutz Michael Fröhlich |

| 1          | POR        | Oliver Kahn      |     |
| 2          | DEF        | Willy Sagnol     |     |
| 25         | DEF        | Thomas Linke     |     |
| 4          | DEF        | Samuel Kuffour   |     |
| 3          | DEF        | Bixente Lizarazu | 84' |
| 16         | MED        | Jens Jeremies    | 76' |
| 23         | MED        | Owen Hargreaves  |     |
| 13         | MED        | Michael Ballack  |     |
| 11         | MED        | Zé Roberto       | 76' |
| 9          | DEL        | Giovane Élber    |     |
| 14         | DEL        | Claudio Pizarro  |     |
| Entrenador | Entrenador | Ottmar Hitzfeld  |     |

| 1          | POR        | Tim Wiese         |     |
| 24         | DEF        | Harry Koch        | 46' |
| 20         | DEF        | Tomasz Kłos       |     |
| 2          | DEF        | Nzelo Hervé Lembi |     |
| 3          | DEF        | Bill Tchato       |     |
| 18         | MED        | Markus Anfang     |     |
| 7          | MED        | Marian Hristov    |     |
| 10         | MED        | Lincoln           | 63' |
| 11         | DEL        | Miroslav Klose    |     |
| 9          | DEL        | Vratislav Lokvenc |     |
| 32         | DEL        | José Domínguez    | 81' |
| Entrenador | Entrenador | Eric Gerets       |     |

| 7  | MED | Mehmet Scholl  | 76' |
| 17 | MED | Thorsten Fink  | 76' |
| 18 | DEF | Michael Tarnat | 84' |

| 23 | MED | Thomas Riedl   | 46' |
| 22 | DEL | Christian Timm | 63' |
| 14 | DEL | Selim Teber    | 81' |

| Anotado         | 3'  | Michael Ballack | 1-0 |
| Anotado · Penal | 10' | Michael Ballack | 2-0 |
| Anotado         | 50' | Claudio Pizarro | 3-0 |

| Anotado | 80' | Miroslav Klose | 3-1 |

| Amonestado | 18' | Jen Jeremies |

| Amonestado | 24' | Markus Anfang  |
| Amonestado | 44' | Harry Koch     |
| Amonestado | 61' | Miroslav Klose |

| Expulsado | 78' | Marian Hristov |

| Árbitro             | Lutz Michael Fröhlich |
| Árbitros asistentes | Manuel Gräfe          |
| Árbitros asistentes | Olaf Blumenstein      |

| 1          | POR        | Oliver Kahn      |     |
| 2          | DEF        | Willy Sagnol     |     |
| 25         | DEF        | Thomas Linke     |     |
| 4          | DEF        | Samuel Kuffour   |     |
| 3          | DEF        | Bixente Lizarazu | 84' |
| 16         | MED        | Jens Jeremies    | 76' |
| 23         | MED        | Owen Hargreaves  |     |
| 13         | MED        | Michael Ballack  |     |
| 11         | MED        | Zé Roberto       | 76' |
| 9          | DEL        | Giovane Élber    |     |
| 14         | DEL        | Claudio Pizarro  |     |
| Entrenador | Entrenador | Ottmar Hitzfeld  |     |

| 1          | POR        | Tim Wiese         |     |
| 24         | DEF        | Harry Koch        | 46' |
| 20         | DEF        | Tomasz Kłos       |     |
| 2          | DEF        | Nzelo Hervé Lembi |     |
| 3          | DEF        | Bill Tchato       |     |
| 18         | MED        | Markus Anfang     |     |
| 7          | MED        | Marian Hristov    |     |
| 10         | MED        | Lincoln           | 63' |
| 11         | DEL        | Miroslav Klose    |     |
| 9          | DEL        | Vratislav Lokvenc |     |
| 32         | DEL        | José Domínguez    | 81' |
| Entrenador | Entrenador | Eric Gerets       |     |

| 7  | MED | Mehmet Scholl  | 76' |
| 17 | MED | Thorsten Fink  | 76' |
| 18 | DEF | Michael Tarnat | 84' |

| 23 | MED | Thomas Riedl   | 46' |
| 22 | DEL | Christian Timm | 63' |
| 14 | DEL | Selim Teber    | 81' |

| Anotado         | 3'  | Michael Ballack | 1-0 |
| Anotado · Penal | 10' | Michael Ballack | 2-0 |
| Anotado         | 50' | Claudio Pizarro | 3-0 |

| Anotado | 80' | Miroslav Klose | 3-1 |

| Amonestado | 18' | Jen Jeremies |

| Amonestado | 24' | Markus Anfang  |
| Amonestado | 44' | Harry Koch     |
| Amonestado | 61' | Miroslav Klose |

| Expulsado | 78' | Marian Hristov |

| Árbitro             | Lutz Michael Fröhlich |
| Árbitros asistentes | Manuel Gräfe          |
| Árbitros asistentes | Olaf Blumenstein      |

| DFB Pokal Trophy                  |
|                                   |
| Bayern Múnich Campeón 11.° título |